# توماس هلبری
توماس هلبری (سوئدی: Thomas Hellberg؛ زادهٔ ۲۹ سپتامبر ۱۹۴۱) بازیگر، کارگردان فیلم و فیلم‌نامه‌نویس اهل سوئد است.
از فیلم‌ها یا سریال‌های تلویزیونی که وی در آن نقش داشته‌است، می‌توان به گزارش به خداوند، ماریا و آوگوست استریندبری: یک عمر اشاره کرد.